# Earl Watson (Basketballspieler)
Earl Joseph Watson Jr. (* 12. Juni 1979 in Kansas City, Kansas) ist ein US-amerikanischer Basketballtrainer und ehemaliger -spieler. In seiner Spielerkarriere war er als Point Guard 13 Jahre in der NBA aktiv. 
Zuletzt war Watson Head Coach der Phoenix Suns.

## Spielerkarriere
Watson spielte vier Jahre lang für das Collegebasketballteam der UCLA Brunis. Nach seinem Collegeabschluss, wurde Watson im NBA-Draft 2001 von den Seattle SuperSonics in der zweiten Draftrunde ausgewählt. Nach seiner Debütsaison wurde er zu den Memphis Grizzlies transferiert, wo er ein wichtiger Rotationsspieler war.
2005 wechselte Watson zu den Denver Nuggets, ehe er mitten in der Saison wieder nach Seattle zurückkehrte. Dort hatte er seine sportlich erfolgreichste Zeit und etablierte sich in der Saison 2007–08 als Stamm-Point Guard der Sonics. Mit 10,7 Punkten und 6,8 Assists pro Spiel spielte er seine bisher beste Saison. Am 6. Februar 2008 gelang Watson das erste Triple-Double seiner Karriere. Beim Spiel gegen die Sacramento Kings erzielte er 23 Punkte, 10 Rebounds und verteilte 10 Vorlagen.
Nachdem ihn die mittlerweile in Thunder umbenannten Sonics entließen, wechselte Watson 2009 zu den Indiana Pacers.
2010 wechselte er zu den Utah Jazz.
Bis 2013 spielte Watson für die Jazz, bis er sich im Sommer 2013 den Portland Trail Blazers anschloss. Die Blazers waren seine letzte Station als Profibasketballer.

## Trainerkarriere
Am Ende der Saison gab Watson sein Karriereende bekannt und schloss sich den Austin Spurs in der D-League als Co-Trainer an.
2015 war er Assistenztrainer bei den Phoenix Suns. Nachdem Cheftrainer Jeff Hornacek Ende Januar 2016 entlassen wurde, wurde Watson zum Interims-Trainer ernannt.
Zum Ende der Saison wurde Watson zum Cheftrainer der Suns ernannt. Am 23. Oktober 2017 stellten die Suns ihn frei und ernannten Jay Triano zum neuen Interimstrainer.

## Privates
Watson ist der Sohn eines Afroamerikaners und einer Mexikanerin und war somit auch für die mexikanische Basketballnationalmannschaft spielberechtigt.
Er war mit der Schauspielerin Jennifer Nicole Freeman verheiratet und ist Vater einer gemeinsamen Tochter.